# Cục Điều tra tham nhũng Singapore
Cục Điều tra tham nhũng Singapore (CPIB) là cơ quan chính phủ Singapore điều tra và truy tố tham nhũng, trực thuộc Thủ tướng.
Chức năng và nhiệm vụ của CPIB là tiếp nhận và điều tra các tố giác về tham nhũng trong các cơ quan nhà nước và tư nhân (lĩnh vực công và tư nhân); điều tra và làm rõ các hành vi vi phạm pháp luật và đạo đức nghề nghiệp trong các tổ chức của Nhà nước; ngăn chặn và phòng ngừa tệ nạn tham nhũng bằng cách điều tra, xem xét quá trình và phương thức hoạt động trong các cơ quan nhà nước nhằm hạn chế đến mức tối đa các điều kiện để tham nhũng nảy sinh.
CPIB hiện có 75 nhân viên, trong đó có 49 nhân viên điều tra (CPI officers) và 26 nhân viên phục vụ. Trong số các nhân viên điều tra, có cả Chủ tịch và 2 Phó chủ tịch CPIB, 5 trợ lý Chủ tịch và 41 nhân viên điều tra chuyên nghiệp được sắp xếp theo các cấp bậc khác nhau. Những người không làm nhiệm vụ điều tra gồm có 4 nhân viên tiếp nhận và xử lý thông tin, 22 nhân viên văn phòng.
Bộ phận nghiệp vụ là bộ phận quan trọng nhất, tập trung số lượng lớn nhân viên có trình độ cao. Bộ phận này thực thi nhiệm vụ chủ yếu trong đấu tranh chống tham nhũng và tiến trình điều tra các hành vi vi phạm pháp luật có dấu hiệu của tội tham nhũng theo luật định. Bộ phận nghiệp vụ được chia thành 4 đơn vị, mỗi đơn vị đảm trách điều tra một số loại vụ việc, một số loại đối tượng nhất định. Trong đó có đơn vị gọi tắt là SIT - đây là đơn vị được giao điều tra những nhân vật quan trọng (có chức, có quyền và có địa vị xã hội) và các vụ việc có tính chất phức tạp.
Bộ phận trinh sát nghiệp vụ có nhiệm vụ thu thập và xử lý các thông tin về tham nhũng, xác minh tính chính xác của những thông tin đã được cung cấp, nghiên cứu nhằm xác nhận và cung cấp các yêu cầu cần thiết đối với điều tra nghiệp vụ.
Bộ phận hành chính - nghiệp vụ chịu trách nhiệm về vấn đề hành chính, nhân sự, tổ chức của cơ quan, lập kế hoạch chiến lược cho cơ quan điều tra chống tham nhũng. Ngoài ra, bộ phận này còn có chức năng lập báo cáo cho Chính phủ và cung cấp thông tin cần thiết khác cho các cơ quan trung ương có yêu cầu.
Trong bộ phận này còn có một đơn vị với chức năng ngăn chặn và thẩm định, có nhiệm vụ xem xét, đánh giá cách thức hoạt động của các cơ quan chính phủ có khuynh hướng tham nhũng để đưa ra những nhận xét về những yếu kém, sơ hở trong quản lý điều hành làm nảy sinh tham nhũng và các hành vi vi phạm pháp luật khác, từ đó kiến nghị các biện pháp khắc phục và phòng ngừa một cách có hiệu quả.
Thành viên của CPIB thường là những nhân viên cảnh sát chuyên về lĩnh vực điều tra tham nhũng nên họ có nhiều kinh nghiệm trong hoạt động điều tra, nghiên cứu, khác với thành viên của Ban chỉ đạo trung ương về phòng, chống tham nhũng của Việt Nam - gồm những cán bộ cao cấp trong hệ thống chính trị. Nhiệm vụ chính của các thành viên Ban chỉ đạo không phải là chuyên về việc điều tra tham nhũng mà là công việc ở những cơ quan, ban ngành mà họ đang trực tiếp phụ trách. Từ đó dẫn đến một hệ quả là những thành viên này rất am hiểu lĩnh vực mà họ đang hoạt động, nhưng đối với công việc chống tham nhũng thì đó là một nhiệm vụ khá mới mẻ mà chưa chắc họ có thể hoàn thành tốt công việc.
Bên cạnh đó, các thành viên CPIB hoạt động chuyên trách nên dành toàn bộ thời gian và công sức cho công việc. CPIB còn có Ban tiếp nhận thông tin hoạt động liên tục. Những người có thông tin về tham nhũng có thể gởi đơn hoặc gọi điện cho cơ quan CPIB hoặc nhân viên cơ quan này đang thi hành công vụ, hoặc cũng có thể gọi điện cho bộ phận trực ban 24/24 giờ theo một số máy cố định để cung cấp thông tin hoặc phản ánh các vấn đề liên quan đến tham nhũng. Cơ quan điều tra tham nhũng cũng sẵn sàng tiếp nhận các tố cáo về tham nhũng bằng văn bản hoặc các hình thức thông tin khác. Vì thế, CPIB luôn tiếp nhận những thông tin phản ánh một cách nhanh nhạy và đầy đủ, không bỏ sót bất kỳ một tố cáo nào. Điều này sẽ là tiền đề cho những hoạt động điều tra về sau.